# Donald Ramotar
Donald Rabindranauth Ramotar (ur. 22 października 1950 w Caria Caria) – gujański polityk, sekretarz generalny Ludowej Partii Postępowej w latach 1997–2013. Deputowany do parlamentu od 1992 do 2011, prezydent Gujany od 3 grudnia 2011 do 16 maja 2015.

## Życiorys
Donald Ramotar urodził się w 1950 w wiosce Caria Caria nad rzeką Essequibo. Jego ojciec Sam Ramotar prowadził tartak, a matka Olive Constantine zajmowała się domem oraz dziewięciorgiem dzieci. Edukację rozpoczynał w rodzinnej miejscowości w Congregational School oraz St. Andrew’s Primary School. Następnie kształcił się w Government Technical Institute (Rządowy Instytut Techniczny), po czym ukończył studia w Instytucie Ekonomii na Wydziale Nauk Społecznych Uniwersytetu Gujańskiego. Wyjechał również na studia do ZSRR.
Pierwszą pracę podjął w rodzinnym tartaku. W latach 1966–1975 pracował w spółce handlowej Guyana Import Export Limited (GIMPEX). Od 1975 do 1983 pracował jako kierownik w siedzibie (Freedom House) Ludowej Partii Postępowej (People Progressive Party, PPP), do której wstąpił w 1967. W latach 1983–1988 wchodził w skład zespołu redakcyjnego magazynu "Problems of Peace and Socialism" (Problemy Pokoju i Socjalizmu), a w latach 1988–1993 w skład międzynarodowego sekretariatu Gujańskiego Związku Pracowników Rolniczych (GAWU).
W 1979 został członkiem Komitetu Centralnego PPP, a w 1983 członkiem Komitetu Wykonawczego. W 1992 objął mandat deputowanego w Zgromadzeniu Narodowym. 29 marca 1997, po śmierci Cheddiego Jagana, objął stanowisko sekretarza generalnego PPP. W sierpniu 2008, w czasie kongresu partii, uzyskał reelekcję na tym stanowisku.
4 kwietnia 2011 został mianowany kandydatem PPP na urząd prezydenta w wyborach parlamentarnych w 2011. Został wybrany jednogłośnie po tym, jak troje innych kandydatów wycofało się z ubiegania się o nominację.
W wyborach parlamentarnych 28 listopada 2011 rządząca Ludowa Partia Postępowa zajęła pierwsze miejsce, zdobywając 32 mandaty w 65-osobowym Zgromadzeniu Narodowym. Pokonała opozycyjny Ludowy Kongres Narodowy na czele z Davidem Grangerem (26 mandatów). Pomimo zwycięstwa, nie zdobyła większości parlamentarnej, co oznaczało konieczność utworzenia pierwszy raz w historii kraju rządu mniejszościowego. Zgodnie z konstytucją, według przepisów której kandydat zwycięskiego ugrupowania obejmuje prezydenturę, 3 grudnia 2011 Donald Ramotar został zaprzysiężony na stanowisku szefa państwa. 5 grudnia 2011 zaprzysiągł nowy rząd na czele z premierem Samuelem Hindsem, który zachował ten urząd kolejny raz z rzędu.
Donald Ramotar jest żonaty, ma troje dzieci.